# Flieger-Stabsingenieur
Flieger-Stabsingenieur (dobesedno nemško Letalski-Štabni inženir; okrajšava: Fl Stb Ing) je bil častniški čin za pripadnika Inženirskega korpusa Luftwaffe (Ingenieurkorps der Luftwaffe), ki je bil v uporabi med letoma 1935 in 1940. Ustrezal je činu majorja (v preostali Luftwaffe in Heeru).
Nadrejen je bil činu Flieger-Hauptingenieur in podrejen činu Flieger-Oberstabsingenieur.

## Oznaka čina
Oznaka čina, ki je bila enaka kot za preostale, razen da je bila podlaga roza barve, je bila sestavljena iz:
- naovratna oznaka čina je bila sestavljena iz:  velikega hrastovega venca, znotraj katerega se je nahajal en par stiliziranih kril
- naramenska oznaka čina je bila sestavljena iz štirih prepletenih vrvic, pri čemer se je barva obrobne vrvice različna glede na rod oz. službo;
- narokavna oznaka čina (na zgornjem delu rokava) za bojno uniformo je bila sestavljena iz dveh belih črt, nad katerima se je nahajal en par belih stiliziranih kril na modri podlagi.

Galerija
- Naovratna oznaka čina
- Osnovna naramenska oznaka čina
- Narokavna oznaka čina